# Metyeor–1 2
Metyeor–1 2 (11F614) szovjet műszeres szabványosított műhold-sorozat tagja, a Metyeor–program második meteorológiai műholdja.

## Küldetés
A tesztsorozat befejezésével indult a meteorológiai (katonai/polgári) adatszolgáltatás. A műholdakat úgy állították rendszerbe, hogy 6 óránként ugyanarról a helyről ismétlődő képeket készíthessenek.

## Jellemzői
Gyártotta az Elektromechanikai Tudományos Kutató Intézet (Всесоюзный научно – исследовательский институт электромеханики [ВНИИ ЭМ] филиал). Üzemeltette a Szovjetunió Hidrometeorológiai Állami Bizottsága (Госкомитет СССР по гидрометеорологии). Mérési eredményeit kiértékelte az Állami Tudományos – Kutató és Előállító Központ (Государственный научно-исследовательский и производственный центр [ГНИПЦ]).
Megnevezései: Metyeor–1 2; Метеор-1-2; COSPAR: 1969-084A. Kódszáma: 4119.
1969. október 6-án a Pleszeck űrrepülőtérről egy Vosztok–2M (8A92M) hordozórakétával juttatták alacsony Föld körüli pályára (LEO = Low-Earth Orbit). Az orbitális egység pályája 97,7 perces, 81,26 fokos hajlásszögű, elliptikus pálya-perigeuma 613 kilométer, apogeuma 681 kilométer volt. Tömege 1440 kilogramm.
Háromtengelyesen, Föld központú mágneses orientálás lehetőségét alkalmazva, giroszkóppal ellátott forgásstabilizált műhold. Alakja hengeres, átmérője 1,4, magassága 5 méter. A sorozat felépítését, szerkezetét, alapvető fedélzeti rendszereit tekintve egységesített, szabványosított űreszköz. Technikai eszközei: televíziós kamera (nappali oldalon), infravörös radiométer (az éjszakai oldalon) a Föld felső rétegeinek vizsgálatára, valamint a Nap hatástényezőit mérő műszerek (hőmérséklet, sugárzási hatások, képalkotó és telemetria rendszer). A felhőkön és felhőrendszereken, a hőmérséklet-változásokon, a viharok kialakulásán és figyelemmel kísérésén, a páratartalom mérésén, a sugárzási tartományok ellenőrzésén kívül megfigyelték a városok fényszennyezéseit, környezetváltozásait, tüzeket, homok- és porviharokat, hó- és jégtakarót, óceáni áramlatokat és más környezeti folyamatokat. Az összegyűjtött adatokat a kiértékelő központokba továbbítva felhasználják az időjárás-előrejelzéstől a meteorológiai alapkutatásokig. A műhold rendelkezett hideggáz-fúvókákkal, hogy a szükséges pályakorrekciókat elvégezhesse. 
Az űreszközre szerelt két napelemtábla fesztávolsága 10 méter, éjszakai (földárnyék) energiaellátását kémiai akkumulátorok biztosították. A napelemek automatikusan orientáltak a Nap felé.
2002. augusztus 20-án 12 006,82 nap után (32,87 év) belépett a légkörbe és megsemmisült.